# Òscar (nom)
Òscar és un nom propi masculí d'origen germànic, que significa ‘llança divina’.
Al santoral, aquest nom se celebra el 3 de febrer en honor de Sant Òscar.

## Etimologia
Es coneixen dos suposats orígens del nom Òscar.

### Origen anglosaxó
La hipòtesi més popular explica que Òscar va derivar del nom germànic Ansgar o Osgar, o del nom en nòrdic antic Ásgeirr, que significa ‘llança de déu’. Aquest nom està format per "As", que es traduiria per "Déu" (el seu plural, "Æsir", els Asos, és el nom que rep la principal estirp de déus nòrdics), més "Geirr", que significa "llança".

### Gaèlic
A les llegendes irlandeses, Òscar era el fill de l'heroi Ossian -considerat el més gran poeta del seu poble- i de la fada "Niamh".
El terme significa ‘amant de cérvols' en gaèlic, en combinar els termes "os" (cérvols) i "cara" (amant). És possible que, després de la conquesta d'Irlanda pels vikings al segle ix, tots dos noms acabessin fusionant-se abans d'estendre's per la resta d'Europa.

## Variants

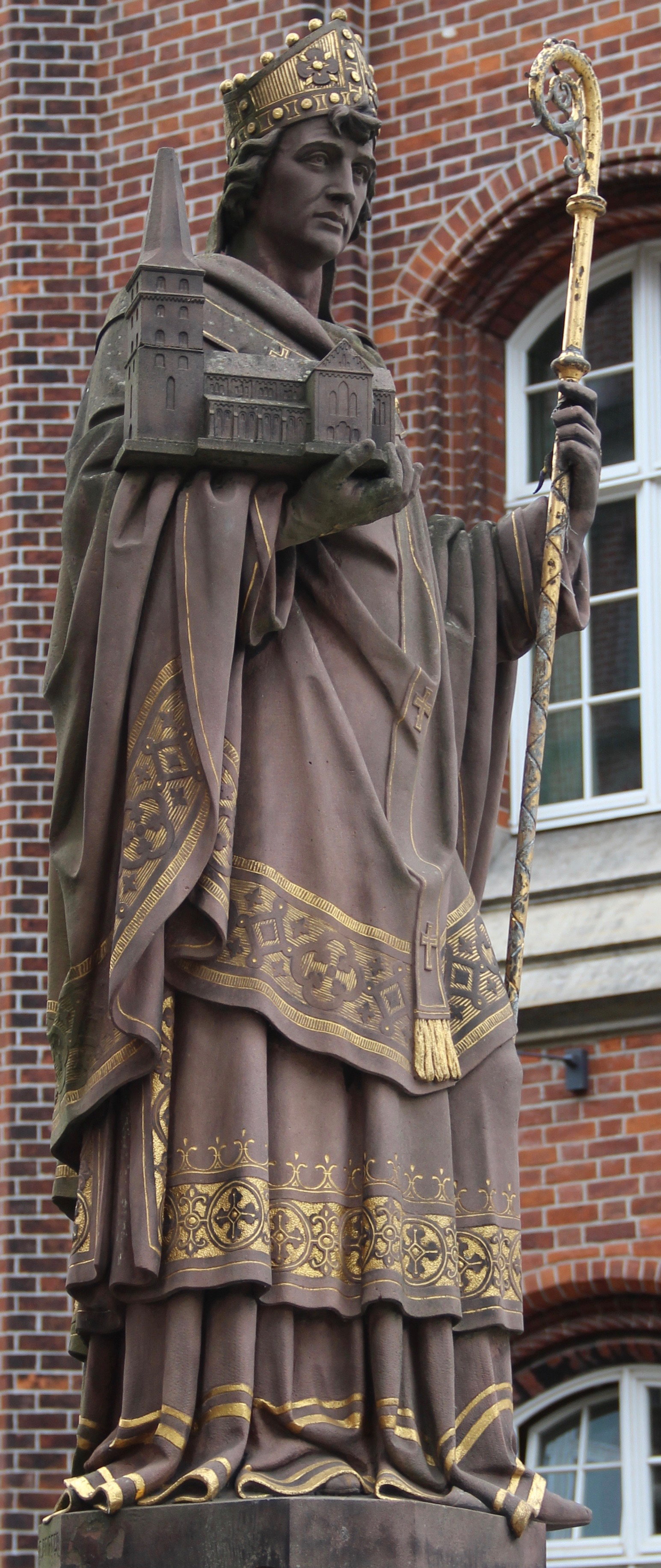
Sant Òscar.

- Anscari.
- Ansgari.
- Femení: Òscara, Oscarina.

### Variants en altres idiomes
| Variants en altres llengües | Variants en altres llengües |
| --------------------------- | --------------------------- |
| alemany                     | Oskar                       |
| asturià                     | Óscar                       |
| búlgar                      | Оскар (Oskar)               |
| espanyol                    | Óscar                       |
| txec                        | Oskar                       |
| danès                       | Oscar                       |
| esperanto                   | Oskaro                      |
| basc                        | Oskar                       |
| finlandès                   | Oskari                      |
| francès                     | Oscar                       |
| gallec                      | Óscar                       |
| georgià                     | ოსკარი (Oskari)             |
| grec                        | Όσκαρ (Oskar)               |
| holandès                    | Oscar, Oscaar               |
| hongarès                    | Oszkár                      |
| anglès                      | Oscar                       |
| islandès                    | Óskar                       |
| italià                      | Oscar, Oscare               |
| japonès                     | Osucaru, オスカル           |
| llatí                       | Anscharius                  |
| letó                        | Oskars                      |
| lituà                       | Oskaras                     |
| noruec                      | Oskar                       |
| polonès                     | Oskar                       |
| portuguès                   | Óscar                       |
| romanès                     | Oscar                       |
| rus                         | Оскар (Oskar)               |
| suec                        | Oskar                       |